# Lestkov (okres Tachov)
Lestkov (německy Leskau) je obec v okrese Tachov v Plzeňském kraji. Žije zde 402 obyvatel. V obci funguje pobočka České pošty, obchod se smíšeným zbožím a hospoda.

## Historie
První písemná zmínka o vesnici pochází z roku 1257. V roce 1456 je v Lestkově zmiňována tvrz a již v té době měl Lestkov s největší pravděpodobností charakter městečka. O necelé dvě desítky let poté, roku 1473, přisoudil obyvatelům Lestkova Bohuslav ze Švamberka právo volného nakládání s majetkem a svobodu stěhování. Již v roce 1595 měl Lestkov městskou pečeť se znakem odkazujícím na švamberský rod. Od roku 1659 byl součástí bezdružického panství. Od počátku 18. století zde existovala židovská čtvrť. Po roce 1877 stále zmiňován jako město. Elektrifikace Lestkova proběhla v roce 1927.
Lestkov poznamenal odsun německého obyvatelstva. Ve městě žilo v roce 1930 celkem 873 obyvatel ve 176 domech. Do roku 2001 se počet domů snížil o 101, přestože byly postaveny nové domy – bytovky, rodinné domy pak především v posledním desetiletí v západní části náměstí. Radnice byla zbořena ještě před sametovou revolucí, budova základní školy přeměněna na byty – nově zrekonstruované. Současné místní části byly připojeny v šedesátých letech 20. století.

## Přírodní poměry
Vesnicí vede jihozápadní hranice přírodního parku Hadovka. Jihovýchodně od vesnice leží přírodní rezervace U rybníčků.

## Obyvatelstvo
Při sčítání lidu v roce 1921 zde žilo 868 obyvatel (z toho 382 mužů), z nichž byli dva Čechoslováci, 860 Němců a šest cizinců. Až na jednoho evangelíka a dvanáct židů se hlásili k římskokatolické církvi. Podle sčítání lidu z roku 1930 měla vesnice 873 obyvatel: jedenáct Čechoslováků, 858 Němců, jednoho příslušníka jiné národnosti a tři cizince. Výrazně převažovala římskokatolická většina, ale žili zde také dva evangelíci, sedm židů a jeden člen jiných nezjišťovaných církví.
| Rok            | 1869  | 1880  | 1890  | 1900  | 1910  | 1921  | 1930  | 1950 | 1961 | 1970 | 1980 | 1991 | 2001 | 2011 | 2021 |
| -------------- | ----- | ----- | ----- | ----- | ----- | ----- | ----- | ---- | ---- | ---- | ---- | ---- | ---- | ---- | ---- |
| Počet obyvatel | 2 174 | 2 169 | 2 195 | 2 189 | 2 175 | 2 003 | 1 992 | 872  | 696  | 559  | 418  | 346  | 361  | 357  | 387  |
| Počet domů     | 325   | 341   | 363   | 368   | 358   | 352   | 379   | 294  | 187  | 147  | 122  | 144  | 141  | 152  | 158  |

## Obecní správa

### Části obce
- Lestkov (i název k. ú., také k. ú. Dolní Víska)
- Domaslav (i název k. ú.)
- Hanov (k. ú. Hanov u Lestkova)
- Stan (k. ú. Stan u Lestkova)
- Vrbice u Bezdružic (i název k. ú.)
- Vysoké Jamné (i název k. ú.)

V letech 1964–1990 k obci patřil i Kořen.

### Obecní symboly
Znak obce je historický, vlajka byla obci udělena rozhodnutím předsedy Poslanecké sněmovny Parlamentu České republiky dne 24. listopadu 2014.

## Pamětihodnosti
- Kostel svatého Prokopa – nákladně rekonstruován (nové krovy, střecha nad lodí, presbytářem i na věži kostela)
- Socha svatého Antonína Paduánského
- Socha svatého Dominika na návsi (zrenovovaný)
- Smírčí kříž u silnice na Domaslav
- Radnice (zbořena před revolucí)
- původně též kostel svatého Jana Křtitele (zřícen po roce 1969, v roce 1980 vyjmut ze seznamu památek NPÚ)
- Sýpka v Lestkově

V obci je také modlitebna Českobratrské církve evangelické (čp. 79).